# Suberites domuncula
La esponja del ermitaño (Suberites domuncula) es una especie de esponja de la familia Suberitidae. Tiene un diámetro de entre 40-60 cm, con forma esférica, superficie exterior lisa y de color naranja. La esponja crece sobre las conchas de los caracoles marinos ocupados por cangrejos ermitaños (Paguristes oculatus). 
Esta esponja se encuentra en los fondos arenosos cerca de la costa del mar Mediterráneo.